# Пантордан
Пантордан (др.-греч. Παντόρδανος) — военачальник Александра Македонского.
Пантордан был македонянином, сыном Клеандра. Был ли отец Пантордана влиятельным военачальником при Александре Македонском Клеандром, сыном Полемократа, либо его тёзкой неизвестно.
Единственное упоминание Пантордана в античных источниках содержится у Арриана при описании диспозиции сторон перед битвой при Иссе 333 года до н. э. Античный историк писал, что Александр перед битвой решил, что его ударный правый фланг недостаточно плотный, а линия персов выдвигается дальше линии македонян. Поэтому он приказал незаметно перейти из центра на правое крыло двум илам гетайров, одной из которых, «белоземельной», командовал Пантордан, сын Клеандра.
Достоверно неизвестно что Арриан имел в виду под «белыми землями». Историк Н. Хаммонд предположил, что речь шла о Пиерии, южной македонской области с беловатой почвой за счёт меловых отложений.
При описании следующего крупного сражения Александра Македонского при Гавгамелах в 331 году до н. э. Арриан не упоминает имя Пантордана при перечислении илархов гетайров. По одной из версий, Пантордан погиб во время битвы при Иссе.